# Tanjung Mangkalihat
Tanjung Mangkalihat är en udde i Indonesien.   Den ligger i provinsen Kalimantan Timur, i den norra delen av landet, 1 600 km nordost om huvudstaden Jakarta.
Terrängen inåt land är varierad. Havet är nära Tanjung Mangkalihat åt nordost.  Det finns inga samhällen i närheten. 